# Вовчик (Лубенський район)
Во́вчик — село в Україні, у Лубенському районі Полтавської області. Населення становить 1346 осіб (08.05.2025). Колишній орган місцевого самоврядування — Вовчицька сільська рада.

## Географія
Село Вовчик знаходиться на лівому березі річки Сула, вище за течією примикає село Литвяки, нижче за течією на відстані 1,5 км розташоване село Березоточа, на протилежному березі — село Висачки. Відстань до Лубен — 20 км, до Полтави — 154.

## Історія
Посулля було заселено східними слов'янами вже у IX—X віках. Спустошена татарськими навалами, долина Сули знову почала заселяться у XVI столітті. На початку XVII століття Вовчик вже існував як постійне землеробське селище. Мешканці села брали участь у численних збройних конфліктах XVII того часу, свідком чого є багато пам'яток, що зберігаються у місцевому музеї.
Наприкінці XVII століття значна частина села стала власністю Мгарського монастира.
Станом на 1885 рік у колишньому державному й власницькому селі, центрі Вовчківська волості Лубенського повіту Полтавської губернії, мешкало 1520 осіб, налічувалось 309 дворових господарств, існували православна церква, школа, 2 постоялих будинки й 20 вітряних млинів.
За переписом 1897 року кількість мешканців зросла до 2170 осіб (1046 чоловічої статі та 1124 — жіночої), з яких 2140 — православної віри.
У 1902—1903 рр. селяни Вовчика, як і інших сіл Полтавщина та Харківщини брали участь у політичних заворушеннях, у селі існував соціал-демократичний гурток (П. Шульженко, Т. Етнеровіч, М. Пащенко, Т. Соломієнко). У 1905 році на базарній площі села відбувся п'ятитисячний селянський мітинг.
По адміністративній реформі 1923 року Вовчик стає районним центром Лубенської округи. Соціальна боротьба 1920-х рр. у селі призвела до кривавих сутичок між прихильниками та противниками колгоспу (голова ТСОЗ П. Дядечко та перший секретар Вовчиківського райкому комсомолу Олексій Зайцев були вбиті). Трагічними були втрати селян внаслідок колективізації.
Під час Голодомору село вчинило організований опір бандитизму окупаційної комуністичної влади. Через це внесено на так звану чорну дошку — село підлягало військовій облозі. Відтак у селі значні жертви серед дітей та літніх людей, хоча тодішній голова колгоспу Сухомлин Ларіон Іванович, видав на зароблений трудодень по 300 гр. пшениці. За це був показово арештований та засуджений у ГУЛАГ.
1941 сталіністи втекли із села.

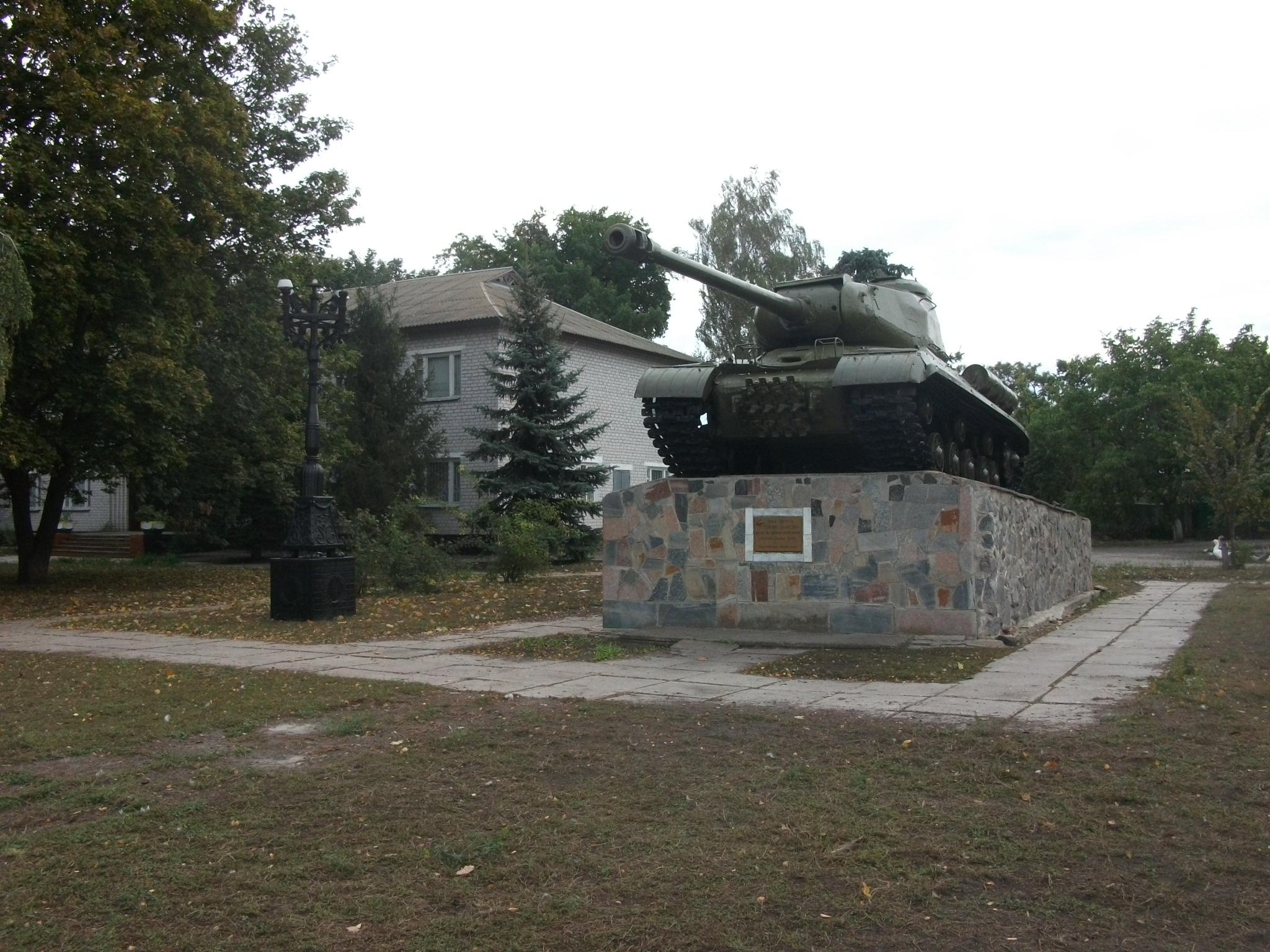
Пам'ятник визволителям села Вовчик у Другій світовій війні

Втрати селян під час Другої світової війни також були значними. Загалом з округи Вовчика (селища Вовчик, Висечки та Вовча Долина) на фронт пішли 563 жителі, з яких 327 загинули. У перші ж місяці окупації нацисти розстріляли голову колгоспу Ю. О. Шостака та 67 мешканців села. Вовчик було визволено 17 вересня 1943 року, при відступі нацисти спалили деякі будівлі (школу, колбуд та ін.).
У 1980-ті, та особливо у 1990-ті роки відбувся значний відтік населення з села у сусідні міста, і населення його зменшилось з 2678 осіб у 1988 до 1484 у 2001.
12 червня 2020 року, відповідно до розпорядження Кабінету Міністрів України № 721-р «Про визначення адміністративних центрів та затвердження територій територіальних громад Полтавської області», село увійшло до складу Лубенської міської громади.
19 липня 2020 року, в результаті адміністративно - територіальної реформи та ліквідації Лубенського району(1923-2020), село увійшло до складу новоутвореного Лубенського району.

## Населення
Згідно з переписом УРСР 1989 року чисельність наявного населення села становила 1638 осіб, з яких 716 чоловіків та 922 жінки.
За переписом населення України 2001 року в селі мешкало 1485 осіб.

### Мова
Розподіл населення за рідною мовою за даними перепису 2001 року:
| Мова       | Відсоток |
| ---------- | -------- |
| українська | 97,10 %  |
| російська  | 1,68 %   |
| молдовська | 0,74 %   |
| білоруська | 0,40 %   |
| румунська  | 0,07 %   |

## Культура

### Кіностудія «Колос»

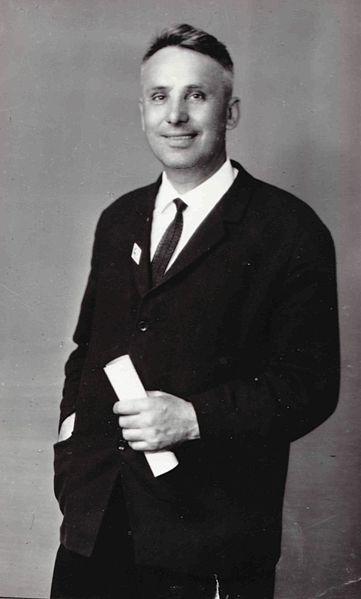
Саєнко І. І.

У 1974 році[джерело?] Іван Іванович Саєнко вирішив організувати самодіяльну кіностудію «Колос». Налічувала вона 17 членів. З часу існування студія випустила 20 фільмів. Основна тематика — колгоспне село, його розквіт. Це 40-хвилинні стрічки: «Колгоспні будні», «Ніхто не забутий, ніщо не забуто…», «Щасливе дитинство». На конкурс у Києві було представлено роботи «Люби і охороняй свій рідний край», «Олімпійський вогонь на Лубенщині». Нині керівництво музею прагне перевести усі фільми у цифровий формат.
Ще до створення кіностудії, в 50-х роках минулого століття житель села Вовчик Кузьменко Григорій «возив кіно», тобто він був водієм кінобудки, яка простувала селами і крутила класичні радянські кінострічки. Так, судячи зі старих фото, що збереглися в сімейних архівах, це були фільми «Молода гвардія», «Тихий Дон» та інші. Загалом Григорій Олександрович мав об'їжджати 12 населених пунктів, але існувала проблема — не кожен той пункт мав клуб. Тому, де не було Будинку культури, там влаштовували імпровізований кінозал у вівчарнях.
Любов до кіно не могла не проникнути у серця селян. Можливо, саме тому ця земля стала батьківщиною двох відомих акторів: Кагарлицького Андрія Федоровича і Сергієнка Петра Трохимовича. Майстер героїчних характерів, Сергієнко зіграв понад 100 ролей, зокрема Назара у п'єсі Т. Шевченка «Назар Стодоля», знімався у фільмах «В степах України» (1952 р), «Не судилося» (1967).
Нагорода народній кіностудії «Колос» за фільм «Дзвенять струни бандури» Рівне 1983 рік, за фільм «Сорочинські замальовки» Київ 1981 рік[джерело?].

### Вовчицька школа (ліцей)

У музеї

Вовчицький ліцей імені В. Ф. Мицика

З вересня 1941 р. — по вересень 1943 р. село Вовчик було окуповане нацистами. Школа не працювала.
В центральному приміщенні школи розмістилась німецька комендатура, у другому — поліцейська дільниця. Тут же був розташований табір для військовополонених та жителів села, яких вивозили на каторжні роботи в Німеччину.
Двоє інших тимчасово пристосованих шкільних приміщень використовувались для зерносховища та стайні німецьких коней.
Окупанти нанесли великих збитків школі. Майже ввесь шкільний інвентар (парти, дошки, столи, шафи) згорів з приміщенням під час відступу нацистів.
Спалена була і велика шкільна бібліотека, знищені були добре обладнані фізичний, хімічний та біологічний кабінети.
У роки Німецько-радянської війни школа допомагала збирати кошти на побудову танкової колони. В 1943 році було зібрано 1500 крб. Крім цього, висилали на фронт бійцям посилки з теплими речами, збирали бібліотечки для госпіталів.
Два випускники Вовчанської середньої школи — Сірик Дмитро Іванович та Мицик Василь Федорович — удостоєні високого звання Героя Радянського Союзу.
1943 рік. Відступаючи, німецькі війська спалили приміщення школи. Але вже в жовтні цього ж року відновилося навчання в Вовчанській семирічці. Діти навчалися в п'яти приміщеннях, розташованих далеко одне від одного. Під школу були надані найкращі сільські приміщення, що вціліли за період окупації, — контора колгоспу, сільський будинок культури та інші.
«В жовтні 1943 року я була призначена на посаду директора Вовчанської семирічної школи. Надзвичайно важко було працювати в перші місяці після визволення Лубенщини від фашистів. Всі шкільні приміщення доводилося опалювати дровами, які заготовляли вчителі та учні старших класів. Один підручник був на десять учнів, майже не було зошитів та чорнила. Діти писали крейдою на дощечках…» Зі спогадів Іващенко Анастасії Гнатівни, директора школи в 1943 — 1945 рр.
1949 рік. У школі створено співочий, краєзнавчо-географічний гуртки та гурток юннатів. Членами краєзнавчо-географічного гуртка під керівництвом вчителя Саєнка І. І. було створено перший в області географічний майданчик, а трохи пізніше — і географічний кабінет.
У цьому ж році започатковано створення музейної кімнати: в окремому класі зберігалися речі давнини, які приносили не тільки діти, а й дорослі односельці.
1950 рік. Краєзнавчо-географічний гурток Вовчанської семирічної школи став учасником виставки досягнень народного господарства СРСР, що підтверджено Грамотою. А шість найактивніших гуртківців та керівник гуртка Саєнко І. І. були нагороджені медалями виставки.
1952 рік. З ініціативи керівника краєзнавчо-географічного гуртка Саєнка І. І. піщаний кар'єр, площею 16 га, засаджений сосною.
1957 рік. Закладено фундамент для нового приміщення школи.
1960 рік. Побудовано невелике нове приміщення школи, яке згодом використовувалось як шкільна майстерня.
1960 рік. Відкрито 8-й клас і школа набула статусу восьмирічної.
1963 рік. Юні волейболісти Вовчанської восьмирічної школи під керівництвом учителя фізичного виховання Корабльова П. М. стали переможцями районних і обласних та учасниками республіканських змагань в м. Севастополі.
23 лютого 1964 року піонерській організації школи присвоєно ім'я Героя Радянського Союзу Василя Федоровича Мицика.
28 грудня 1965 року Указом Президії верховної Ради УРСР Вовчанській восьмирічній школі присвоєно ім'я Героя Радянського Союзу В. Ф. Мицика.
23 лютого 1966 року в сільському клубі відбулися урочисті збори з нагоди присвоєння Вовчанській школі імені Героя Радянського Союзу В. Ф. Мицика. На урочистостях були присутні дружина Героя Галина Тимофіївна, дочки Світлана та Людмила.
1967 рік. На честь 50-річчя Великого Жовтня у селі було відкрито двоповерхове приміщення новозбудованої школи.
1978 рік. Відкрито філіали музичної та художніх шкіл. У музичній школі діти навчались гри на фортеп'яно, бандурі, баяні.
Успішно працює художня студія ужиткового мистецтва (у 1988—1997 роках — керівник Лідія Кришталь), де діти навчались виготовляти гобелени, килими. Обов'язковими для всіх були уроки хореографії. Для дослідницької роботи школа мала чудові теплиці.
Великий авторитет має спортивна школа, де, крім популярних футболу, баскетболу, волейболу, діти опановували мистецтво східних єдиноборств (тренери Б. Сушко і М. Лаврусенко). У шкільний компонент були введені шахи. Діяла секція верхової їзди (тренер С. Михайленко).
1983 рік. Вовчицька восьмирічна школа реорганізована у середню.
1985 рік. Відбувся перший випуск 10-го класу.
1989 рік. Родина Михайленків із Вовчика ставши переможцем обласної спартакіади «Мама, тато і я — спортивна сім'я», виборола ІІІ місце у фіналі Всесоюзної спартакіади, яка проходила у Москві. Спортивна сім'я нагороджена медалями і грамотами Всесоюзного добровільного фізкультурно-спортивного товариства профспілок.
1991 рік. З ініціативи директора Кадуки М. М. на базі Вовчицької середньої школи для учнів 9-11 класів було відкрито ліцей з профільним навчанням. Це був один з перших в Україні навчальних закладів нового типу в сільській місцевості. У ліцей приїжджали навчатися діти не тільки з Лубен та сіл району, а й з Хорольського, Семенівського, Оржицького районів. За вагомий внесок у розвиток освіти та впровадження передових педагогічних технологій Кадуці Миколі Миколайовичу присвоєно звання «Заслужений вчитель України».
1998 рік. Вовчик відвідав Голова Верховної Ради України О. Ткаченко. Відвідавши ліцей, він подарував дітям сучасний комп'ютерний клас.
2002 рік. Учень 11-го гуманітарного класу Ляхівненко Сергій став лауреатом республіканського етапу конкурсу-захисту науково-дослідницьких робіт МАН в секції історичного краєзнавства (науковий керівник Карпенко О. М.)

## Економіка
- Машинно-тракторні майстерні.
- ТОВ «Вовчицький хлібокомбінат».
- «Хлібодар», ТОВ.
- Олійниця «Олія»
- Вовчицький ліцей імені В. Ф. Мицика
- Сільська рада
- Ферма

## Відомі люди
- Шостак Микола Іванович (10.04.1954 -19.02.2007) — заслужений журналіст України
- Жук Андрій Ілліч (1880—1968) — український громадсько-політичний діяч, дипломат і публіцист.
- Сергієнко Петро Трохимович — народний артист України
- Кагарлицький Андрій Федорович — заслужений артист України
- Крутько Роман Іванович — солдат Збройних сил України, учасник російсько-української війни 2014—2017.
- Саєнко Іван Іванович — заслужений учитель СРСР, фундатор Вовчицького районного краєзнавчого музею
- Шостак Наталія — геолог в Киргизії
- Руденко Олексій — геолог в Якутії
- Заплавний С. — письменник
- Заплавний Андрій — художник
- Литвиненко Катерина — артистка Київського цирку
- Киричко Петро Іванович — художник